# 송광민
송광민(宋光敏, 1983년 6월 24일~)은 전 KBO 리그 한화 이글스의 내야수이자, 현 대전 야구소프트볼협회 전무이사, 야구 트레이닝 센터의 센터장이다.

## 선수 시절

### 아마추어 시절
공주고등학교 2학년 때인 2000년에는 박찬호 야구 장학금 수여 대상자로 선출됐다. 공주고 졸업 후 한화 이글스의 10순위 지명을 받고 동국대학교에 입학했다. 2005년 제 23회 아시아 야구 선수권 대회에 참가했다. 동국대학교 시절 당시 감독이었던 한대화의 손을 거쳤고 2010년에 감독으로 다시 만났다.

### 2006년 시즌
2002년에 2차 10라운드(전체 76순위) 지명을 받았고, 동국대학교 졸업 후 입단하였다. 시즌 초에는 주로 2군에서 머물렀다. 2군 39경기에 출장해 타율 0.316, 5홈런을 기록했는데, 타율은 남부 리그에서 선두였다. 8월 1일에 1군 엔트리에 등록됐고 8월 4일 삼성전을 통해 데뷔 첫 경기를 치렀다. 8월 9일 KIA전에서 데뷔 첫 홈런을 기록했다. 9월 16일 롯데전에서 시즌 2호 홈런을 기록했다. 시즌 후 제 16회 대륙간컵 야구 대회에 야수진 중 유일한 프로 선수로서 국가대표에 선출됐다.

### 2008년 시즌
5월 20일 두산전에서 정재훈을 상대로 역전 적시타를 쳐 냈다.

### 2009년 시즌
시범 경기 12경기에 출전해 홈런 1위(5개), 타점 공동 1위(15개), 타격 3위(0.333)를 기록했다. 4월 4일 SK전에서 3타수 2안타, 1홈런, 2타점, 1볼넷을 기록하며 팀의 승리를 이끌었다. 5월 17일 롯데와 연속 경기 1차전에서 홈런 포함 4타수 3안타, 4타점, 2득점의 맹타를 휘둘렀다. 연타석 홈런은 그의 개인 첫 번째 기록이었다. 그러나 다음 날인 5월 18일에 귀가하다가 교통 사고를 당해 엔트리에서 잠시 빠졌다. 시즌 후 당시 두산의 유격수였던 이대수를 트레이드로 영입한 동시에 FA를 선언한 3루수 이범호의 소프트뱅크 이적으로 그는 3루수로 수비 위치를 옮겼다.

#### 2010년 시즌
수비 위치를 옮긴 후 광저우 아시안 게임 야구 국가대표팀 예비 엔트리에 포함될 만큼 팀에 많이 공헌했으나 구단의 선수 병역 관리 소홀로 갑작스러운 현역 입대 영장을 받았다. 군대를 더 이상 연기할 수 없어 7월 4일에 1군에서 말소된 후 7월 13일에 현역으로 육군훈련소에 입소했다. 하지만 육군훈련소에서 어깨와 발목 부상이 드러나 귀가 조치를 받았고 이후 수술 및 재활로 시즌을 마감했다.

### 2013년 시즌
시즌 후 재검을 받아 2011년 6월 20일에 공익근무요원으로 대체 복무했고, 6월 18일에 소집 해제 후 2군 경기에 복귀했다. 소집 해제 전 서산야구장이 개설되자 개인 훈련을 위해 2013년 2월에는 충청남도교육청에서 서산초등학교로 복무지를 변경했다. 소집 해제 후 예상보다 빨리 1군에 복귀했다. 6월 26일 삼성전을 통해 1군에 복귀해 2타수 무안타를 기록했다. 6월 28일 넥센전에서 선발 김세현을 상대로 1,099일만에 안타 및 타점을 기록했다. 복귀 후 이대수를 3루수로 밀어내고 유격수로 출장하는 경기가 많아졌으며, 실책도 적은 편이었다. 7월 11일 두산전에서 니퍼트를 상대로 데뷔 첫 만루 홈런을 기록했다. 이는 1,121일만의 홈런이었다. 먼저 소집 해제돼 복귀한 김태완이 타격 부진에 시달려 2군으로 3번 강등당한 데 비해 그는 비교적 빠른 1군 복귀에도 불구하고 잘 적응했다.

### 2016년시즌
9월 3일 넥센전에서 역전 홈런을 쳐 내며 승리를 이끌었다.

### 2020년시즌
시즌 94경기에 출전해 2할대 타율, 65안타(9홈런), 43타점을 기록했다. 11월 6일에 방출됐다.

## 별명
- 총알같은 송구를 자주 해 '송구왕민'이라고 불린다.

## 등번호
- '9' - (2008년)
- '25' - (2009년)
- 7 - (2010년 ~ 2020년)

## 출신 학교
- 대전신흥초등학교
- 충남중학교
- 공주고등학교
- 동국대학교

## 주요 기록
- 첫 홈런 : 2006년 8월 9일 (KIA 타이거즈전)
- 첫 만루 홈런 : 2013년 7월 11일 (두산 베어스전)
- 한 경기 개인 최다 타점 : 2013년 9월 29일 (KIA 타이거즈전 6타수 3안타, 6타점)
- 첫 5안타 경기 : 2014년 8월 19일 (롯데 자이언츠전)

## 통산 기록
| 연도 | 팀명   | 타율  | 경기 | 타수 | 득점 | 안타 | 2루타 | 3루타 | 홈런 | 루타 | 타점 | 도루 | 도실 | 볼넷 | 사구 | 삼진 | 병살 | 실책 |
| ---- | ------ | ----- | ---- | ---- | ---- | ---- | ----- | ----- | ---- | ---- | ---- | ---- | ---- | ---- | ---- | ---- | ---- | ---- |
| 2006 | 한화   | 0.350 | 18   | 20   | 4    | 7    | 0     | 0     | 2    | 13   | 5    | 0    | 0    | 0    | 0    | 4    | 2    | 2    |
| 2007 | 한화   | 0.205 | 30   | 39   | 4    | 8    | 1     | 0     | 0    | 9    | 2    | 0    | 1    | 1    | 0    | 14   | 1    | 1    |
| 2008 | 한화   | 0.271 | 75   | 140  | 19   | 38   | 7     | 0     | 7    | 66   | 23   | 0    | 0    | 10   | 3    | 44   | 5    | 2    |
| 2009 | 한화   | 0.261 | 116  | 417  | 50   | 109  | 15    | 1     | 14   | 168  | 43   | 5    | 0    | 12   | 5    | 109  | 13   | 14   |
| 2010 | 한화   | 0.259 | 77   | 263  | 30   | 68   | 11    | 0     | 6    | 97   | 34   | 4    | 4    | 21   | 2    | 68   | 5    | 8    |
| 2013 | 한화   | 0.261 | 67   | 245  | 33   | 64   | 13    | 0     | 7    | 98   | 33   | 1    | 1    | 18   | 4    | 62   | 8    | 6    |
| 2014 | 한화   | 0.316 | 103  | 389  | 52   | 123  | 22    | 2     | 11   | 182  | 58   | 3    | 2    | 26   | 0    | 73   | 15   | 23   |
| 2015 | 한화   | 0.243 | 12   | 37   | 2    | 9    | 2     | 0     | 0    | 11   | 1    | 0    | 0    | 2    | 1    | 11   | 1    | 0    |
| 2016 | 한화   | 0.325 | 116  | 449  | 80   | 146  | 27    | 2     | 17   | 228  | 83   | 3    | 0    | 28   | 4    | 86   | 16   | 14   |
| 2017 | 한화   | 0.327 | 117  | 437  | 71   | 143  | 26    | 0     | 13   | 208  | 75   | 2    | 3    | 21   | 3    | 88   | 11   | 9    |
| 2018 | 한화   | 0.297 | 113  | 434  | 63   | 129  | 24    | 0     | 18   | 207  | 79   | 4    | 4    | 18   | 4    | 93   | 13   | 12   |
| 2019 | 한화   | 0.264 | 122  | 454  | 50   | 120  | 21    | 0     | 7    | 162  | 51   | 8    | 2    | 21   | 3    | 91   | 18   | 16   |
| 2020 | 한화   | 0.235 | 94   | 277  | 31   | 65   | 12    | 0     | 9    | 104  | 43   | 0    | 0    | 14   | 3    | 69   | 17   | 6    |
| 통산 | 13시즌 | 0.286 | 1060 | 3601 | 489  | 1029 | 181   | 5     | 111  | 1553 | 530  | 30   | 17   | 192  | 32   | 812  | 125  | 113  |

## 참조
1. ↑  KBO (2009년 3월 10일). 《한국 프로야구 기록대백과》 제4판. 695쪽.
2. ↑  박찬호 야구 장학금, 25일 수여식 《연합뉴스》, 2000년 10월 23일
3. ↑  야구 아시아선수권 대표 20명 확정 《연합뉴스》, 2005년 4월 18일 작성
4. ↑  한화 송광민 깜짝 눈도장 《연합뉴스》, 2006년 8월 10일 작성
5. ↑  문동환 “KIA는 역시 만만해”… 7이닝 1실점 《동아일보》, 2006년 8월 10일 작성
6. ↑  프로야구<대전전적> 롯데 11-6 한화 《연합뉴스》, 2006년 9월 16일 작성
7. ↑  대륙간컵 대표팀 명단 발표 《연합뉴스》, 2006년 10월 13일 작성
8. ↑  시범경기 깜짝 스타 4인방, 정규시즌 행보 주목 보관됨 2009-04-06 - 웨이백 머신 《스포츠서울》, 2009년 3월 30일 작성
9. ↑  '개막 첫 홈런' 송광민 "유격수 100경기 출장이 목표" 《마이데일리》, 2009년 4월 4일 작성
10. ↑  '홈런포 폭발' 한화, 롯데 꺾고 3연패 탈출…류현진, 시즌 6승(DH 1차전) 《마이데일리》, 2009년 5월 17일 작성
11. ↑  한화 송광민, 교통사고 후유증 털었다 - 스포츠조선
12. ↑  한화 '현진 이글스에서 벗어나라' - 스포츠조선
13. ↑  송광민, 2군 복귀전 홈런 포함 3안타 3타점 폭발 - OSEN
14. ↑  반갑지만 걱정되는 송광민과 조지훈의 1군 합류 - 일간스포츠
15. ↑  돌아온 송광민, 1,099일 만에 타점 신고 감격 - 마이데일리
16. ↑  송광민, 장종훈 연상시키는 '대형 유격수' 본능 - OSEN
17. ↑  송광민은 건강한 자극제, 한화 승부욕 불태우리라 - 마이데일리
18. ↑  "이 정도로 잘 할 줄이야" 한화 송광민의 미친 적응력 - OSEN
19. ↑  한화 송광민, 연장 11회 투런포… 시즌 16호 - 마이데일리
20. ↑  "젊은 팀 모색" 한화, 송광민·최진행·안영명 등 재계약 불가 통보 - 마이데일리